# Diglossa brunneiventris
Diglossa brunneiventris là một loài chim trong họ Thraupidae.